# Guerra fredda (1953-1962)
Di seguito vengono descritti gli avvenimenti della guerra fredda tra il 1953 e il 1962.

## L'amministrazione Eisenhower e la «rappresaglia massiccia»
Quando Dwight Eisenhower entrò in carica nel 1953, era impegnato in due scopi contraddittori: mantenere — o addirittura aumentare — l'impegno nazionale a contrastare la diffusione dell'influenza sovietica; e soddisfare le richieste di riequilibrio del bilancio, abbassare le tasse, e tenere a freno l'inflazione. La principale delle dottrine che emersero da questi scopi fu la "rappresaglia massiccia", che il Segretario di Stato John Foster Dulles annunciò all'inizio del 1954. Evitando le costose forze di terra convenzionali dell'amministrazione Truman, e brandendo la vasta superiorità dell'arsenale atomico USA e le azioni sotto copertura dell'intelligence, Dulles definì questo approccio come «strategia del rischio calcolato» in una intervista del 16 gennaio 1956 alla rivista Life: spingendo l'Unione Sovietica sull'orlo della guerra allo scopo di esigere delle concessioni.
Nel frattempo, comunque, l'attenzione statunitense era stata attirata da un'altra parte, in Asia, specialmente a causa dell'influenza interna sulla politica estera. La continua pressione della lobby cinese, che aveva insistito su degli sforzi attivi per reinsediare Chiang Kai-shek era ancora forte. Nell'aprile 1953, ad esempio, il Senatore Robert Taft e altri potenti Repubblicani del Congresso richiesero improvvisamente un appuntamento immediato con i vertici del Pentagono, avendo in mente in particolare il direttore dello Stato Maggiore Unificato, Omar Bradley. Agli occhi della cosiddetta lobby cinese e di Taft, egli veniva visto come dotato di un'inclinazione a orientarsi preferenzialmente verso l'Europa, il che significava che era una possibile barriera verso nuove svolte della politica militare che essi favorivano. Dopo, c'era il problema dell'onnipresente Maccartismo. Ma successivamente alle elezioni di metà termine del 1954 — e la censura da parte del Senato — l'influenza del demagogo del Wisconsin diminuì, a causa della sua caccia alle streghe contro l'esercito.

### Eisenhower, operazione Solarium emore bang for the buck
Eisenhower ereditò dall'amministrazione Truman un bilancio militare di circa 42 miliardi di dollari, così come il documento (NSC-141) stilato da Acheson, Harriman, e Lovett che richiedeva un supplemento di 7-9 miliardi per le spese militari. Con il segretario al Tesoro George Humphrey che apriva la strada, rinforzato dalle pressioni del Senatore Taft e l'orientamento al taglio dei costi del Congresso Repubblicano, l'obiettivo per il nuovo anno fiscale (che entrava in vigore il 1º luglio 1954) venne ridotto a 36 miliardi. Mentre l'armistizio in Corea era sull'orlo di produrre dei significativi risparmi di denaro e nel dispiegamento delle truppe, i dipartimenti dello Stato e della Difesa erano ancora in un'atmosfera di crescenti aspettative per dei tagli al bilancio. Humphrey volle un budget equilibrato e un taglio alle tasse nel febbraio 1955, e aveva un obiettivo di risparmi per 12 miliardi di dollari (ottenendone metà dai tagli nelle spese militari).
Anche se riluttante a tagliare decisamente le spese della difesa, il presidente voleva anche un bilancio equilibrato e minori stanziamenti per la difesa. Niente, neanche il comunismo, sembrava ossessionare Eisenhower come la sua paura che i capitalisti avrebbero rovinato il loro sistema spendendo troppo per la difesa. «Se non riusciamo a mettere qualcosa nelle mani di chi sta morendo di fame, non potremmo mai sconfiggere il comunismo», disse al suo gabinetto. Con questo in mente, Eisenhower ha continuato a finanziare le innovative iniziative di diplomazia culturale americane in tutta Europa, incluse le esibizioni di buona volontà degli "ambasciatori dei musicisti soldato" della Settima Armata Symphony Orchestra. Inoltre, Ike temeva che un complesso militare-industriale (un termine che egli rese popolare) gonfiato «ci avrebbe o guidato alla guerra - o a qualche forma di governo dittatoriale». In un'occasione, dopo aver ostacolato le domande delle compagnie private e del Congresso per maggiori spese alla difesa, l'ex comandante della più grande invasione anfibia della storia esclamò in privato «Dio aiuti la nazione quando avrà un Presidente che non sa di questioni militari quanto ne so io».
Gettando le fondamenta per questo nuovo approccio alla pianificazione della difesa, Eisenhower annunciò un «cambio radicale» il 30 aprile. Egli rigettò l'idea che «dobbiamo accumulare la massima forza ottenibile per qualche data specifica... La difesa non è un problema di forza massima per una singola data», ma piuttosto un problema per un «lungo viaggio», intendendo che le spese militari dovevano essere sostenibili per molti anni senza sforzi seri. Per illustrare tale ragionamenti, si può notare come le spese per la difesa furono un fardello straordinario per l'economia sovietica. Forse un quarto dell'economia dell'URSS era destinata al settore militare. La difesa negli Stati Uniti non arrivò mai a consumare una quota così sproporzionata delle risorse (gli statunitensi spesero il 6% di un PIL molto più grande).
Questa, naturalmente, fu una reazione alle politiche di Truman e Acheson e dell'NSC-68. Preparato dal Dipartimento di Stato alla fine del 1949 seguendo i primi test delle armi atomiche sovietiche, il rapporto assumeva che per il 1954 i sovietici sarebbero probabilmente stati in grado di lanciare un devastante attacco nucleare sugli USA, che avrebbe neutralizzato la superiorità nucleare statunitense. In un tale ipotetico evento, i sovietici avrebbero potuto avvantaggiarsi della loro superiorità nelle forze convenzionali. Quindi, l'NSC-68 richiedeva agli Stati Uniti di ristabilire l'equilibrio nelle capacità convenzionali. Di conseguenza il rapporto raccomandava, tra gli altri scopi, il rapido accrescimento delle forze convenzionali, un ampio incremento delle tasse, e "sacrifici" per il pubblico.
L'8 maggio del suo primo anno di presidenza, Eisenhower e i suoi consiglieri principali contrastarono questo problema con l'operazione Solarium - dal nome della sala della Casa Bianca dove il Presidente conduceva le discussioni segrete. Anche se non era tradizionale chiedere ai militari di considerare fattori esterni alla loro disciplina professionale, il presidente istruì il gruppo per trovare il giusto equilibrio tra i suoi scopi di taglio delle spese governative e un ideale atteggiamento militare.
Il gruppo soppesò tre opzioni politiche per il bilancio militare dell'anno seguente: l'approccio Truman-Acheson di contenimento e affidamento sulle forze convenzionali; la minaccia di rispondere a limitate "aggressioni" sovietiche con armi nucleari; e una seria "liberazione" basata su una minuziosa risposta economica alla sfida politico-militare-ideologica dei sovietici all'egemonia occidentale: campagne propagandistiche, e guerra psicologica. La terza opzione venne scartata decisamente.

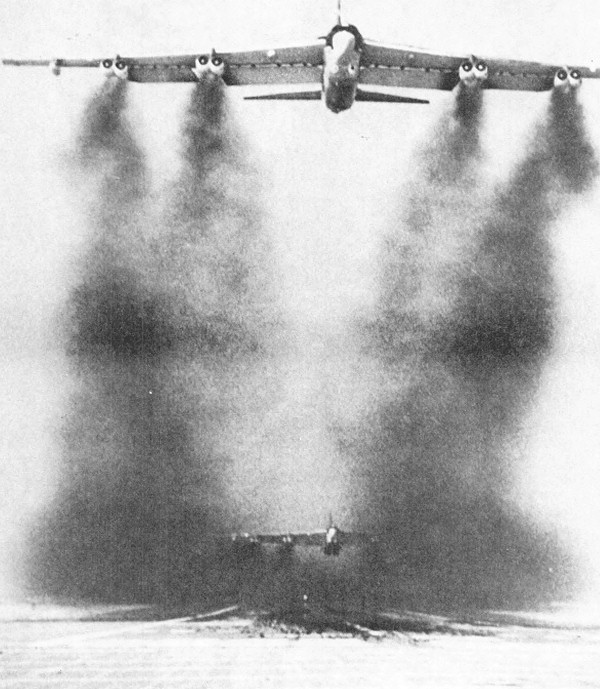
Due bombardieri Boeing B-52 Stratofortress del SAC in decollo rapido (Minimum interval takeoff), durante una allerta a terra.

Eisenhower e il gruppo composto da Allen Dulles, Bedell Smith, C.D. Jackson, e Robert Cutler, optò invece per una combinazione delle prime due, una politica che confermava la validità del contenimento, ma che si affidava al deterrente nucleare statunitense. Ciò venne indirizzato verso l'evitare costose e impopolari guerre di terra. In aggiunta, le armi nucleari avrebbero giocato un ruolo più ampio nel contenere il numero crescente di insurrezioni nel Terzo Mondo. La questione delle capacità relative fu un fattore cruciale. Guardando le relazioni internazionali da un punto di vista realistico, le capacità relative erano un elemento centrale del sistema internazionale: le unità all'interno del sistema che fallivano nell'adattarsi alle minacce e alle opportunità che si presentavano, cambiando le loro capacità, non sarebbero sopravvissute.
Dove Harry Truman vide la bomba atomica come uno strumento di terrore e un'arma dell'ultima risorsa, Dwight Eisenhower la vide come una parte integrante della difesa statunitense, e, in effetti, come un'arma di prima scelta. Eisenhower incrementò il numero di testate nucleari dalle 1000 del 1953 alle 18 000 del 1961. Nonostante la soverchiante superiorità statunitense, veniva prodotta una nuova arma nucleare ogni giorno. L'amministrazione sfruttò inoltre le nuove tecnologie. Nel 1955 venne sviluppato il bombardiere B-52 Stratofortress a otto motori, il primo bombardiere a getto progettato specificatamente per trasportare armi nucleari.
In questo periodo ebbe il suo massimo sviluppo lo Strategic Air Command che, sotto la guida di comandanti energici e bellicosi come i generali Curtis LeMay e Thomas S. Power, divenne un formidabile strumento di attacco nucleare in grado di supportare le scelte strategiche fondamentali dell'amministrazione Eisenhower. Il SAC accrebbe costantemente la sua prontezza operativa: nel 1956 venne attivato il programma della cosiddetta Allerta a terra (Ground alert) che prevedeva che un grande numero di bombardieri, armati con bombe atomiche e riforniti, fosse sempre pronto a partire entro 15-30 minuti dall'allarme, per sferrare la rappresaglia nucleare. Dopo alcuni programmi sperimentali nel gennaio 1961 venne attivata anche l'operazione Chrome Dome che prevedeva il sistema della cosiddetta Allerta in volo (Airborne alert): almeno dodici bombardieri sarebbero stati in volo tutti i giorni e 24 ore al giorno armati con bombe e missili nucleari, su rotte prestabilite pronti a sferrare l'attacco contro l'Unione Sovietica alla ricezione di uno specifico ordine esecutivo (Go code).
Inoltre, brandendo l'ampia superiorità nucleare della nazione, il nuovo approccio di Eisenhower e Dulles era una forma più economica di contenimento, orientata ad offrire agli statunitensi more bang for the buck (un botto più grosso per ogni dollaro). Comunque, piuttosto che un rifiuto del contenimento di Truman e Acheson, Eisenhower e Dulles decisero una politica che si affidava all'impatto delle armi nucleari sugli equilibri regionali, e sull'impatto dell'armamento atomico sui ragionamenti strategici e sulle dottrine militari. Forse in maniera più influente, l'approccio di Eisenhower e Dulles aggiustò la politica statunitense all'emergenza delle nuove nazioni del Terzo Mondo.

## Imperialismo yankee, decolonizzazione, operazioni coperte, e John Foster Dulles
Cosa forse ancor più importante, l'approccio di Eisenhower e Dulles preparò la politica statunitense all'impatto della decolonizzazione. Nel periodo 1947-1949, l'attenzione era centrata sull'Europa devastata dalla guerra. L'alleanza NATO integrò l'Europa occidentale in un sistema di patti di mutua difesa, provvedendo una salvaguardia contro la sovversione e la neutralità all'interno del blocco. In aggiunta, il Piano Marshall ricostruì un sistema economico occidentale funzionante, ostacolando gli appelli elettorali della sinistra radicale. Per l'Europa, l'aiuto economico terminò la scarsità di valuta e stimolò l'investimento privato per la ricostruzione del dopoguerra. Per gli Stati Uniti, il piano li risparmiò da una crisi di sovrapproduzione e mantenne la domanda per le esportazioni statunitensi.
Le attività comuniste, naturalmente, non furono la radice delle difficoltà dell'Europa occidentale, ma lo furono invece gli effetti deleteri della guerra sulla sua struttura economica, politica e sociale. Inoltre, gli effetti combinati delle due guerre europee avevano indebolito anche la dominazione politica e/o economica di America Latina, Asia e Africa da parte delle potenze occidentali. Con le nuove nazioni emergenti dell'Africa e dell'Asia che entrarono in scena nei due decenni successivi al 1945, il mondo stava diventando molto più pluralistico.
A causa delle varie ondate di decolonizzazione asiatica ed africana che si susseguirono dopo la seconda guerra mondiale, un mondo che era stato dominato dalle potenze imperialistiche occidentali si era ora trasformato in un mondo pluralistico di nazioni africane, medio-orientali ed asiatiche decolonizzate, e di crescente resistenza in America latina contro l'"imperialismo yankee". Nel mezzo della decolonizzazione, l'Unione Sovietica si godette il suo ruolo di guida del campo "anti-imperialista", vincendosi un grande favore nel Terzo Mondo per essere una fedele oppositrice del colonialismo, più di molte nazioni indipendenti di Asia e Africa. E non passò inosservato nel Terzo Mondo il fatto che il cosiddetto "mondo libero" consisteva in larga parte di potenze imperialiste del nord Atlantico.
In un altro esercizio delle nuove politiche di rollback, agendo sulla dottrina di Dulles, Eisenhower ostacolò l'intervento sovietico brandendo la superiorità nucleare statunitense e usando la CIA per rovesciare i governi non amichevoli. Come menzionato, l'approccio di Eisenhower e Dulles non creò, ma rese più intenso, l'uso delle operazioni sotto copertura.
E questo modello, naturalmente, precedette il contenimento. Per il 1900 gli Stati Uniti si erano rapidamente sviluppati in una potenza che combinava le interessanti caratteristiche di essere ideologicamente conservatrice ed economicamente espansiva. Una tale combinazione non sarebbe stata incoraggiante per una rivoluzione. Gli interventi contro le ribellioni a Cuba e nelle Filippine vennero fatti seguire dalla dichiarazione di Theodore Roosevelt, che gli Stati Uniti avrebbero agito come dei poliziotti per prevenire delle sollevazioni nell'area caraibica. Un decennio dopo Woodrow Wilson razionalizzò l'uso della forza economica e militare contro il Messico, con una giustificazione ideologica che impiegava la tradizionale retorica liberale americana.
Nel mondo arabo, il centro dell'attenzione era il nazionalismo pan-arabo. Le radici dell'attuale "guerra al terrorismo" e dell'operazione Iraqi Freedom del 2003 possono essere fatte risalire agli anni cinquanta. Poiché la regione conteneva la più grandi riserve petrolifere del mondo, gli USA erano preoccupati della stabilità e dell'amichevolezza dei regimi arabi dell'area, dai quali l'economia in salute degli USA iniziava a dipendere. Le compagnie statunitensi avevano già investito pesantemente in quella regione.

### "Patti di difesa" nel Terzo mondo
Nikita Khrushchev, il dinamico leader riformista dell'Unione Sovietica, era un convinto marxista-leninista concentrato sull'allargamento della politica di Mosca tramite l'apertura di nuove relazioni con l'India e altri importanti paesi non allineati e non comunisti del Terzo mondo.
La guerra di Corea segnò uno spostamento del punto focale della guerra fredda, dall'Europa del dopoguerra all'Asia orientale. Dopo questo punto, le "guerre per procura" nel Terzo Mondo, sarebbero diventate una sempre più importante arena per la competizione delle superpotenze.
Il segretario di stato di Eisenhower John Foster Dulles fu una figura dominante della politica estera statunitense negli anni '50. Aristocratico fervente anticomunista, strettamente legato all'establishment finanziario della nazione, Dulles era ossessionato dalla sfida comunista al potere corporativo statunitense nel Terzo mondo. Denunciò il "contenimento" dell'amministrazione Truman e sposò un programma attivo di "liberazione", che avrebbe portato alla ritirata del comunismo.
Dulles intensificò gli sforzi di "integrare" tutto il Terzo mondo non comunista in un sistema di patti di mutua difesa, percorrendo quasi 800.000 chilometri in viaggi all'estero per cementare nuove alleanze, che erano modellate sulla NATO (anche se molto più deboli). L'enfasi posta sui patti fu il logico culmine del "contenimento" di Truman e Acheson, che richiedeva dei forti sistemi di alleanze diretti dagli USA e dei patti di sicurezza collettiva. Dulles iniziò la conferenza di Manila nel 1954, che produsse il Southeast Asia Treaty Organization (SEATO), che unì otto nazioni del Sudest asiatico o con forti interessi in quell'area, in un patto di difesa neutrale. Questo trattato venne seguito nel 1955 dal Patto di Baghdad, successivamente ribattezzato Central Treaty Organization (CENTO), che univa le cosiddette nazioni settentrionali del Medio Oriente —Turchia, Iraq, Iran, Pakistan— in una organizzazione di difesa.

### America latina ed Asia
Jacobo Arbenz Guzmán (1951-1954) fu il presidente riformista, democraticamente eletto del Guatemala. Rovesciato da un colpo di Stato guidato dalla CIA, venne sostituito da una brutale dittatura - una delle più sanguinose della regione.
In America latina, vennero presi di mira i governi populisti e nazionalisti. La CIA avrebbe rovesciato altri governi sospettati di svolte pro-comuniste, come il Guatemala nel 1954, che aveva un governo multipartitico sulla strada della democratizzazione. Nel 1958, gli USA inviarono truppe in Libano per mantenere il regime filo-statunitense, e tra il 1954 e il 1961 l'amministrazione inviò aiuti economici al Vietnam del Sud. Quest'ultimo sarebbe stato in seguito assorbito dalla sua controparte comunista durante una delle più grandi insurrezioni a base popolare contro un corrotto stato clientelare. Il Vietnam rimane uno degli ultimi cinque stati comunisti del mondo.

### La crisi di Suez
L'offensiva americana nel Terzo Mondo fu molto efficace nel breve periodo, ma fallì nell'installare regimi filo-statunitensi che sarebbero stati duraturi e stabili. Ma alcuni inconvenienti erano evidenti già negli anni '50. In particolare, la prima tensione interna all'alleanza NATO mandò in frantumi il concetto dell'occidente come un blocco monolitico. Meno efficace nel trattare con il governo nazionalista egiziano, nel 1956 Eisenhower dovette costringere il Regno Unito e la Francia a ritirarsi da una invasione mal progettata con cui Israele intendeva strappare il Canale di Suez all'Egitto, un segno che l'interesse degli Stati Uniti nel Medio Oriente era molto più forte del suo appoggio a Israele. L'amministrazione Eisenhower si oppose all'avventurismo imperiale britannico e francese nella regione, per mera prudenza, temendo che il coraggioso confronto del capo egiziano Gamal Abdel Nasser contro i vecchi poteri coloniali della regione potesse ispirare un maggiore sentimento filo-sovietico nell'area. In un altro esempio di come l'interventismo estero dell'amministrazione Eisenhower si ripercuota ancora oggi, gli Stati Uniti nel 2003 deposero il regime Iracheno che fu ispirato dal secolare nazionalismo panarabo e dalle politiche sociali populiste di Nasser.
Quindi, lo stallo di Suez fu un punto di svolta che annunciava una sempre maggiore spaccatura circa l'egemonia statunitense nell'alleanza atlantica, che stava diventando sempre meno quell'unione monolitica che era stata subito dopo la fine della seconda guerra mondiale. I paesi dell'Europa occidentale, con l'esclusione dei britannici fino al 1971, svilupparono le loro forze nucleari (Francia) e un mercato comune economico, per essere meno dipendenti da Washington. Tale spaccatura rispecchiava i cambiamenti nell'economia globale. La competitività americana perdeva colpi di fronte alle sfide di Giappone e Germania Ovest, che si erano riprese rapidamente dalla decimazione della base industriale del tempo di guerra. I successori della Gran Bretagna come "officina del mondo", gli Stati Uniti, si trovavano ora con il loro lato competitivo smussato sui mercati internazionali, mentre allo stesso tempo affrontavano una intensificata competizione straniera a casa loro.

### Minacce in entrambi i blocchi
Gli anni '50 lasciarono il blocco pro-sovietico in una posizione precaria. Nel 1956, l'Unione Sovietica invase l'Ungheria reprimendo la  rivoluzione antisovietica in corso. Altri eventi lasciarono il governo sovietico con un supporto internazionale scarso o nullo, in un periodo in cui le strategie sovietiche di istituzioni internazionali e progetti di pace erano popolari. Le relazioni Cino-Sovietiche si stavano deteriorando. In realtà, il mondo comunista non fu mai un monolito. Ora, questo stava diventando sempre più ovvio.
Il Primo Ministro sovietico Nikita Khrushchev incrementò il potere della sua nazione sviluppando la bomba all'idrogeno e, nel 1957, lanciando il primo satellite artificiale terrestre. Per stabilizzare la sua posizione europea, il premier sovietico creò il Patto di Varsavia nel 1955  e fece costruire il Muro di Berlino nel 1961 (per impedire ai tedeschi di lasciare l'Est comunista).
Da un lato il Muro di Berlino si rivelò un boomerang per la propaganda del regime, ma dall'altro lato stabilizzò il regime della Germania Orientale fermandone l'emorragia di cittadini in fuga. Nel 1959 Khrushchev formò un'alleanza con Cuba dopo la rivoluzione, coronata da successo, di Fidel Castro del 1959.

### Iran, Petrolio ed «influenza Comunista»
Gli Stati Uniti reagirono con allarme anche quando guardarono agli sviluppi in Iran, che si trovava in uno stato di instabilità dal 1951. Attraverso la Anglo-Iranian Oil Company (AIOC), i britannici avevano il monopolio su estrazione, trasporto e raffinazione del petrolio in gran parte dell'Iran. La compagnia pagava dei diritti di produzione al governo dello Scià — posto sul trono dalla Gran Bretagna nel 1941. Ma i diritti e i salari degli impiegati iraniani erano abbastanza modesti, considerando che i guadagni della compagnia erano dieci volte superiori alle sue spese. Nel frattempo l'Iran soffriva di una povertà abietta in cui metà dei neonati moriva alla nascita.
I nazionalisti iraniani domandavano una fetta più grossa dei guadagni della compagnia. In risposta, l'AIOC replicò che aveva dei legami vincolanti con lo Scià fino al 1993, e collaborò con le forze politiche interne per stendere un rapporto che si opponeva ai nazionalisti. Nel febbraio 1951, il Primo Ministro iraniano Ali Razmara sospettato di essere stato coinvolto nel rapporto, venne assassinato e sostituito dal nazionalista Mohammad Mossadeq. Più tardi nel corso dello stesso anno, il nuovo Primo Ministro nazionalizzò i pozzi di petrolio della compagnia britannica. Il governo di Londra reagí molto duramente avviando la Crisi di Abadan. Quindi, gli Stati Uniti reagirono con allarme quando videro che la resistenza di Mossadeq alla politica neocoloniale inglese portò il Paese alla paralisi economica. Quando gli iraniani si mossero per impossessarsi delle riserve, l'amministrazione Truman cercò di mediare tra gli inglesi e gli iraniani. È interessante notare che verso il cambio di secolo gli Stati Uniti avevano cercato di entrare nei campi di petrolio iraniani solo per essere costantemente respinti dai britannici. Ora la breccia si ebbe grazie allo Scià e sotto la guida del funzionario del Dipartimento di Stato Herbert Hoover, Jr., che si era fatto una grossa esperienza nelle complessità dei problemi petroliferi internazionali come imprenditore privato.
Convinta dagli inglesi che Mossadeq avrebbe portato l'Iran al caos e che ciò avrebbe aperto la via all'infiltrazione sovietica, l'amministrazione Eisenhower usò la CIA, in congiunzione con le forze militari iraniane per rovesciare il governo dell'Iran. Per rimpiazzare Mossadeq, gli USA favorirono il giovane Scià dell'Iran, Mohammed Reza Pahlevi, elevandolo dalla sua posizione di monarca costituzionale a quella di governatore assoluto. In cambio, lo Scià permise alle compagnie statunitensi di condividere lo sviluppo delle riserve petrolifere dell'Iran.
Gli USA fornirono sostegno finanziario e logistico durante il colpo di Stato del 1953 assistito dalla CIA, che assoggettò gli iraniani allo Scià. Con il passare degli anni il Monarca divenne autocratico e sviluppò uno stato di terrore ad opera della polizia segreta. In aggiunta, i profitti del petrolio vennero divisi tra il regime e il nuovo consorzio internazionale composto da quelle che Enrico Mattei battezzerà come le Sette sorelle. I britannici della British Petroleum, capofila del "Consorzio per l'Iran" vennero premiati con il 40% della produzione petrolifera della nazione, mentre il resto fu suddiviso tra cinque compagnie statunitensi; (Gulf, Mobil, Standard Oil of California, Standard Oil of New Jersey, e Texaco) e la Royal Dutch Shell.
La rabbia popolare in Iran, brulicante e repressa per una generazione, culminò infine nella Rivoluzione Islamica del 1979, che portò alla crisi degli ostaggi dell'ambasciata statunitense. Il segretario di stato Madeline Albright si scusò nel 2000 per il ruolo della CIA nel '53, affermando (peraltro l'ovvio): «... è facile vedere ora perché così tanti iraniani continuano a risentirsi per questo intervento dell'America nei loro affari interni».

### "Influenza" sovietica e problema della crescita del nazionalismo nel Terzo Mondo
Dulles, assieme a molti altri costruttori della politica estera statunitense, non riuscì a distinguere tra i rivoluzionari sociale indigeni del Terzo Mondo e l'influenza sovietica. Ironicamente il Dulles di prima della pubblicazione del suo War or Peace (aprile 1950) — quello di War, Peace, and Change (1939) — sarebbe stato in grado di farlo. Nel 1938 ad esempio, chiamò Mao Zedong, un "riformatore agrario", e durante la seconda guerra mondiale aveva chiamato i seguaci di Mao "la cosiddetta 'fazione dell'Armata Rossa'". Ma egli non riconosceva più le radici indigene del Partito Comunista Cinese nel 1950. In War or Peace, una polemica melodrammatica che denunciava il "contenimento" dell'amministrazione Truman e sposava il programma di "liberazione" attiva, scrisse: "Quindi i 450.000.000 di persone in Cina sono cadute sotto una dirigenza che è violentemente anti-americana, e prende ispirazione e direttive da Mosca... la dirigenza comunista sovietica ha ottenuto una vittoria in Cina che sorpassa quella di cui il Giappone era in cerca e noi rischiammo la guerra per evitarla".
Dietro le scene, Dulles poteva spiegare le sue politiche dando testarde giustificazioni geopolitiche. Ma pubblicamente, usava le motivazioni morali e religiose che riteneva gli americani preferissero ascoltare, anche se veniva spesso deriso dagli osservatori a casa e oltremare perché dava voce a delle banalità.
Due delle figure principali del periodo tra le due guerre e dell'inizio della guerra fredda, che videro le relazioni internazionali da un punto di vista realistico, il diplomatico George Kennan e il teologo Reinhold Niebuhr, furono inquietati dal moralismo di Dulles e dal modo rozzo in cui analizzava il comportamento sovietico. Kennan rigetto il punto secondo il quale i sovietici avevano delle mire mondiali dopo la morte di Stalin, essendo molto più preoccupati di mantenere il controllo sul loro blocco. Ma le assunzioni sottostanti di un monolitico mondo comunista diretto dal Cremlino, prospettate dal contenimento di Truman e Acheson dopo l'NSC-68 erano essenzialmente compatibili con quelle della politica estera di Eisenhower e Dulles. Le assunzioni dei documenti politici del Consiglio per la Sicurezza Nazionale di Paul Nitze erano le seguenti: "Ciò che è nuovo, ciò che rende la crisi continua, è la polarizzazione del potere che inesplicabilmente confronta la società schiavistica con quella libera … l'Unione Sovietica, diversamente dai precedenti aspiranti all'egemonia, è animata da una nuova fede fanatica, antitetica alla nostra, e cerca di imporre la sua autorità assoluta … [in] Unione Sovietica e nell'area ora sotto il suo controllo … Nelle menti dei capi sovietici, comunque, la realizzazione di questo progetto richiede l'estensione dinamica della loro autorità... Per quel fine gli sforzi sovietici sono ora diretti verso la dominazione della massa continentale Eurasiatica".

## La Crisi dei missili di Cuba
Il Presidente John F. Kennedy ereditò una crescente superiorità nucleare dal periodo della "rappresaglia massiccia" di Eisenhower. Ma questo incoraggiò l'Unione Sovietica a posizionare dei missili a Cuba. Kennedy, sorretto da una forza militare superiore, indusse l'URSS a ritirarsi in cambio della promessa di non invadere Cuba (come aveva fatto nel 1962 quando gli esiliati cubani appoggiati dalla CIA furono ostacolati nella Baia dei Porci). Dopo aver sfiorato la guerra nucleare, i due leader bandirono i test nucleari nell'atmosfera e sottomarini dopo il 1962. I sovietici vennero costretti a iniziare il loro enorme accumulo militare.